# امیله
امیلا (به انگلیسی: Amila) یک منطقهٔ مسکونی در هند است که در Mau district واقع شده‌است.

## خصوصیات
امیلا ۴٬۷۶۴ نفر جمعیت دارد.